# Mehdi Kirch
Mehdi Kirch (ur. 27 stycznia 1990) – francuski piłkarz, algierskiego pochodzenia, występujący na pozycji lewego obrońcy w luksemburskim klubie F91 Dudelange. 

## Sukcesy

### Klubowe
Fola Esch
- Mistrzostwo Luksemburga: 2012/2013, 2014/2015

F91 Dudelange
- Mistrzostwo Luksemburga: 2021/2022